# Almir Kayúmov
Almir Izmáilovich Kayúmov (en ruso: Альмир Измайлович Каюмов; 30 de diciembre de 1964 - 7 de agosto de 2013) fue un árbitro de fútbol de Rusia y exjugador de fútbol soviético y ruso que jugó de defensa.

## Clubes
| Club                       | País          | Año         | Partidos | Goles |
| -------------------------- | ------------- | ----------- | -------- | ----- |
| FC Spartak de Moscú        | Rusia         | 1981 - 1987 | 48       | 0     |
| FK SKA Rostov del Don      | Rusia         | 1988 - 1989 | 46       | 0     |
| FC Rotor Volgogrado        | Rusia         | 1990        | 5        | 0     |
| FC Spartak de Moscú        | Rusia         | 1991        | 0        | 0     |
| KuPS Kuopio                | Finlandia     | 1992        | 26       | 0     |
| Busan IPark FC             | Corea del Sur | 1993        | 16       | 0     |
| FC Lada Toliatti           | Rusia         | 1994 - 1995 | 50       | 1     |
| FC Tyumen                  | Rusia         | 1996        | 17       | 0     |
| FC Neftekhimik Nizhnekamsk | Rusia         | 1997 - 1998 | 38       | 0     |